# ژنرال تورال تسلیم می‌شود
ژنرال تورال تسلیم می‌شود (انگلیسی: Surrender of General Toral) فیلمی در ژانر صامت به کارگردانی جیمز اچ. وایت است که در سال ۱۸۹۸ منتشر شد. از بازیگران آن می‌توان به جوزف ویلر اشاره کرد.